# عامل مقياس (كون)
عامل المقياس أو عامل المقياس الكوني من معادلات فريدمان هي دالة زمنية تمثل التوسع النسبي في الكون. وتسمى في بعض الأحيان مقياس عامل ووكر روبرتسون. وهي تربط بالمسافة المسايرة للتوسع الكوني مع البعد في زمن ما في إشارة للوقت الحاضر.
{\displaystyle l_{p}=l_{t}\;a(t)}
حيث {\displaystyle \!l_{t}} هي المسافة المسايرة للوقت {\displaystyle \!t}, {\displaystyle \!l_{p}} هي البعد في الوقت الحالي {\displaystyle \!t_{p}} and {\displaystyle \!a(t)} هي عامل المقياس.
يعرف معامل هوبل بالعلاقة:
{\displaystyle H\equiv {{\dot {a}}(t) \over a(t)}}
حيث تمثل النقطة مشتقة الزمن.